# Каменский сельский совет (Кролевецкий район)
Каменский сельский совет (укр. Камінська сільська рада) — входит в состав
Конотопского района
Сумской области
Украины.
Административный центр сельского совета находится в 
с. Камень
.

## Населённые пункты совета
- с. Камень
- с. Зарудье
- с. Морозовка